# Hinboon
Hinboun hay Hineboune (tiếng Lào: ເມືອງຫີນບູນ) là một muang (mường, huyện) thuộc tỉnh Khammouan ở trung Lào .
Muang Hinboun có dòng Nam Hinboun chảy qua. Đó là một phụ lưu của sông Mekong, và là dòng xả nước khi xây dựng Thủy điện Theun Hinboun 